# Бігуаніди
Бігуаніди — гіпоглікемічні лікарські засоби, що використовуються при цукровому діабеті.

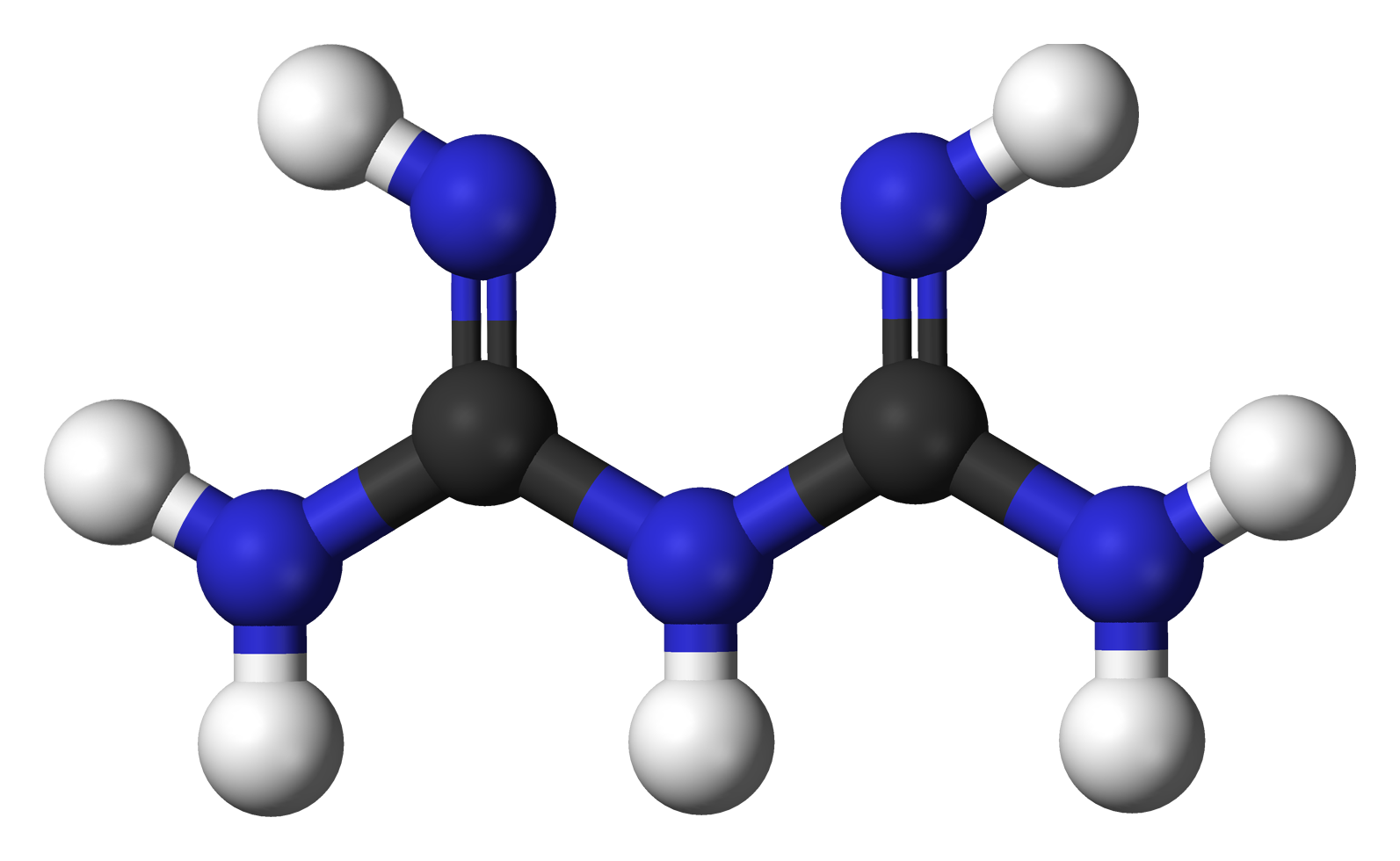

У цю групу входить препарат метформін (Авандамет, Багомет, Глюкофаж, Метфогамма, Метформін-Акрі, Сіофор 1000, Сіофор 500, Сіофор 850).

## Опис
Перші бігуаніди були синтезовані як похідні гуанідинів і дозволені до застосування ще в 20-х роках XX століття. Найбільш широке застосування в 1960-1970-і роки отримали такі сучасні препарати з цієї групи, як фенформін, буформін і метформін. Однак з часом було виявлено і доведено взаємозв'язок між розвитком небезпечного для життя лактоацидозу. Тому і препаратами з групи бігуанідів (в основному фенформіна, сілубіна і буформіна), що призвело до різкого обмеження і навіть заборони їхнього використання для лікування цукрового діабету. Але прагнення поліпшити результати терапії хворих на цукровий діабет II типу змусило на початку 1990-х років переглянути ставлення до використання цих препаратів, зокрема метформіну, у клінічній практиці.
Особливості хімічної структури метформіну визначають відмінності цього препарату щодо фармакокінетичних і фармакодинамічних властивостей від інших бігуанідів, зокрема фенформіну і буформіну. У першу чергу, це відноситься до ризику розвитку лактоацидозу. Тому, який при застосуванні метформіну спостерігається не більше ніж у 0,0-0,084 випадках на 1000 осіб на рік. Крім того, виражене антігіперглікеміческое дію, відсутність ризику розвитку гіполікеміі і незначні побічні ефекти метформіну відкрили широкі можливості його використання в даний час.
Механізм антігіперглікемічної дії метформіну полягає, по-перше, у зменшенні інсулінорезистентності (ІР) на рівні периферичних тканин (жирової і м'язової) і печінки за рахунок посилення і потенціювання дії інсуліну, підвищення спорідненості рецепторів до інсуліну, відновлення порушених пострецепторних ланок передачі сигналу, збільшення числа інсулінових рецепторів у клітинах-мішенях, по-друге, у зменшенні продукції глюкози в печінці за рахунок підвищення чутливості клітин печінки до інсуліну, підвищення синтезу глікогену та зменшення глікогенолізу; зниження глюконеогенезу, активізації обміну лактату, а також у підвищенні утилізації глюкози в результаті анаеробного гліколізу, уповільнення абсорбції глюкози в шлунково-кишковому тракті і збільшення анаеробної утилізації глюкози в кишці.

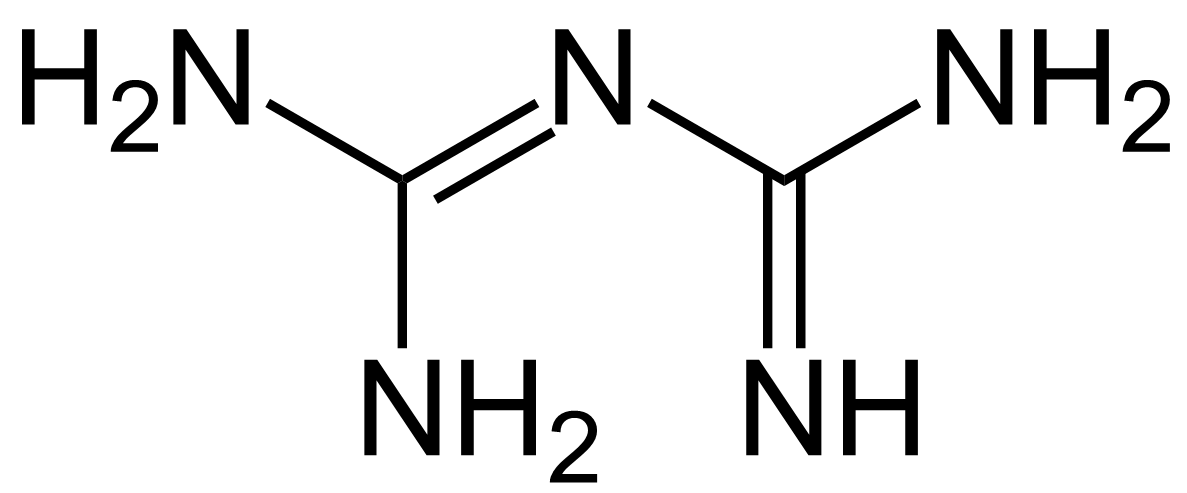

До додаткових ефектів метформіну відносяться гіполіпідемічний дію як в осіб із цукровим діабетом II типу, так і в осіб з метаболічним синдромом, виразним ожирінням, артеріальною гіпертензією, дисліпідемією (зниження рівня холестерину відбувається внаслідок блокування ключових ферментів його синтезу, відзначається зниження ліпопротеїдів низької щільності у середньому на 28 %), підвищення концентрації ліпопротеїдів високої щільності на 28 %, зменшення рівня СЛСК, пригнічення ліполізу в жирових і м'язових клітинах, посилення процесів фібринолізу, внаслідок чого зменшується ризик тромбоутворення, а також зниження маси тіла внаслідок слабкої анорексигенну ефекту дотримання дієти.
Побічними ефектами при прийомі бігуанідів можуть бути розвиток лактоацидозу. Тому; диспептичні явища у вигляді діареї, нудоти, блювоти, анорексії, металевого смаку у роті та ін; шкірні реакції (свербіж, почервоніння шкіри, алергічний висип). Непереносимість метформіну в середньому відзначається менш ніж у 5 % хворих.
Протипоказаннями до призначення бігуанідів є порушення функції нирок через можливе накопичення препарату і підвищення ризику лактоацидозу. Це є будь-які гіпоксичні стан (серцево-судинна недостатність, дихальна недостатність, анемія різного генезу, гострі інфекційні захворювання тощо; зловживання алкоголем, яке супроводжується тимчасовим підвищенням в організмі рівня лактату; захворювання печінки (цироз, хронічний або активний гепатит тощо); вагітність і лактація; порожнинні та інші великі хірургічні операції; цукровий діабет I типу.